# Loschwitz (Stadtbezirk)
Der Stadtbezirk Loschwitz ist ein Stadtbezirk im Osten der sächsischen Landeshauptstadt Dresden. Er ist der flächenmäßig größte Stadtbezirk der Stadt; einen Großteil macht die Dresdner Heide aus. Mit Wirkung vom 13. September 2018, dem Tag der öffentlichen Bekanntmachung der entsprechenden Hauptsatzungsänderung, ersetzte die Bezeichnung Stadtbezirk die ursprüngliche Bezeichnung Ortsamtsbereich. Entsprechend wurden aus Ortsbeirat, Ortsamt und Ortsamtsleiter die neuen Bezeichnungen Stadtbezirksbeirat, Stadtbezirksamt und Stadtbezirksamtsleiter.

## Gliederung
Der Stadtbezirk gliedert sich in folgende Stadtteile:
| Statistischer Stadtteil                                         | Stadtteile (Gemarkungen)                                          | Einwohnerzahl | Fläche    |
| --------------------------------------------------------------- | ----------------------------------------------------------------- | ------------- | --------- |
| Loschwitz/Wachwitz                                              | Loschwitz, Wachwitz                                               | 5.628         | 4,63 km²  |
| Bühlau/Weißer Hirsch mit Rochwitz und Loschwitz-Nordost         | Bühlau, Weißer Hirsch, Rochwitz, nordöstliche Teile von Loschwitz | 11.478        | 6,76 km²  |
| Hosterwitz/Pillnitz mit Niederpoyritz, Oberpoyritz und Söbrigen | Hosterwitz, Pillnitz, Niederpoyritz, Oberpoyritz, Söbrigen        | 3.366         | 9,07 km²  |
| Dresdner Heide*                                                 | Dresdner Heide*                                                   | 28            | 48,34 km² |

* Die Dresdner Heide liegt als Wald auf dem Stadtgebiet außerhalb geschlossener Ortschaften, bildet eine Gemarkung und einen fast unbewohnten statistischen Stadtteil.

## Lage
Der Stadtbezirk befindet sich im Dresdner Osten und erstreckt sich fast von der Nordgrenze bis zur Südgrenze Dresdens. Mit der Elbe als Grenze im Südwesten, verläuft er an den Dresdner Elbhängen entlang bis zum Stadtbezirk Neustadt im Westen. An die Dresdner Heide grenzt im Nordwesten der Stadtbezirk Klotzsche. Im Osten schließt sich die Dresdner Ortschaft Schönfeld-Weißig an.

## Politik
Die Sitzverteilung im damaligen Ortsbeirat richtete sich nach der Stimmverteilung bei der Stadtratswahl im Ortsamtsbereich. Seit 2019 wird der Stadtbezirksbeirat direkt gewählt (siehe Ergebnisse der Kommunalwahlen in Dresden#Stadtbezirksbeiratsratswahlen).
| Stadtbezirksbeiratswahl Loschwitz 2024Wahlbeteiligung: 79,5 % 3020100 22,4 %17,4 %17,0 %13,3 %11,0 %7,7 %6,4 %3,0 %1,8 % CDUGrüneAfDTZ/BS24dSPDLinkeFWFDPDissDDAnmerkungen:d Team Zastrow/Bündnis Sachsen 24 | Sitzverteilung im Stadtbezirksbeirat Loschwitz seit 2024Insgesamt 13 Sitze - Linke: 1 - Grüne: 2 - SPD: 2 - FW: 1 - TZ/BS24: 2 - CDU: 3 - AfD: 2 |

| Jahr | Grüne | CDU | AfD | Linke | SPD | FDP | Freie Wähler | FBD | BüLi | TZ/BS24 | Gesamt |
| ---- | ----- | --- | --- | ----- | --- | --- | ------------ | --- | ---- | ------- | ------ |
| 2004 | 2     | 3   | –   | 2     | 2   | 1   | –            | –   | 1    | –       | 11     |
| 2009 | 2     | 4   | –   | 1     | 2   | 1   | –            | 1   | –    | –       | 11     |
| 2014 | 2     | 3   | 1   | 2     | 2   | –   | –            | 1   | –    | –       | 11     |
| 2019 | 4     | 3   | 2   | 1     | 1   | 1   | 1            | –   | –    | –       | 13     |
| 2024 | 2     | 3   | 2   | 1     | 2   | –   | 1            | –   | –    | 2       | 13     |

### Wahlen
Bei den Stadtratswahlen bildet der Stadtbezirk Loschwitz einen Wahlkreis:
- Wahlkreis 6 – Bühlau, Eschdorf, Gönnsdorf, Hosterwitz, Loschwitz, Oberpoyritz, Pappritz, Pillnitz, Rockau, Schönfeld, Schullwitz, Wachwitz, Weißer Hirsch, Weißig

## Stadtbezirksamt

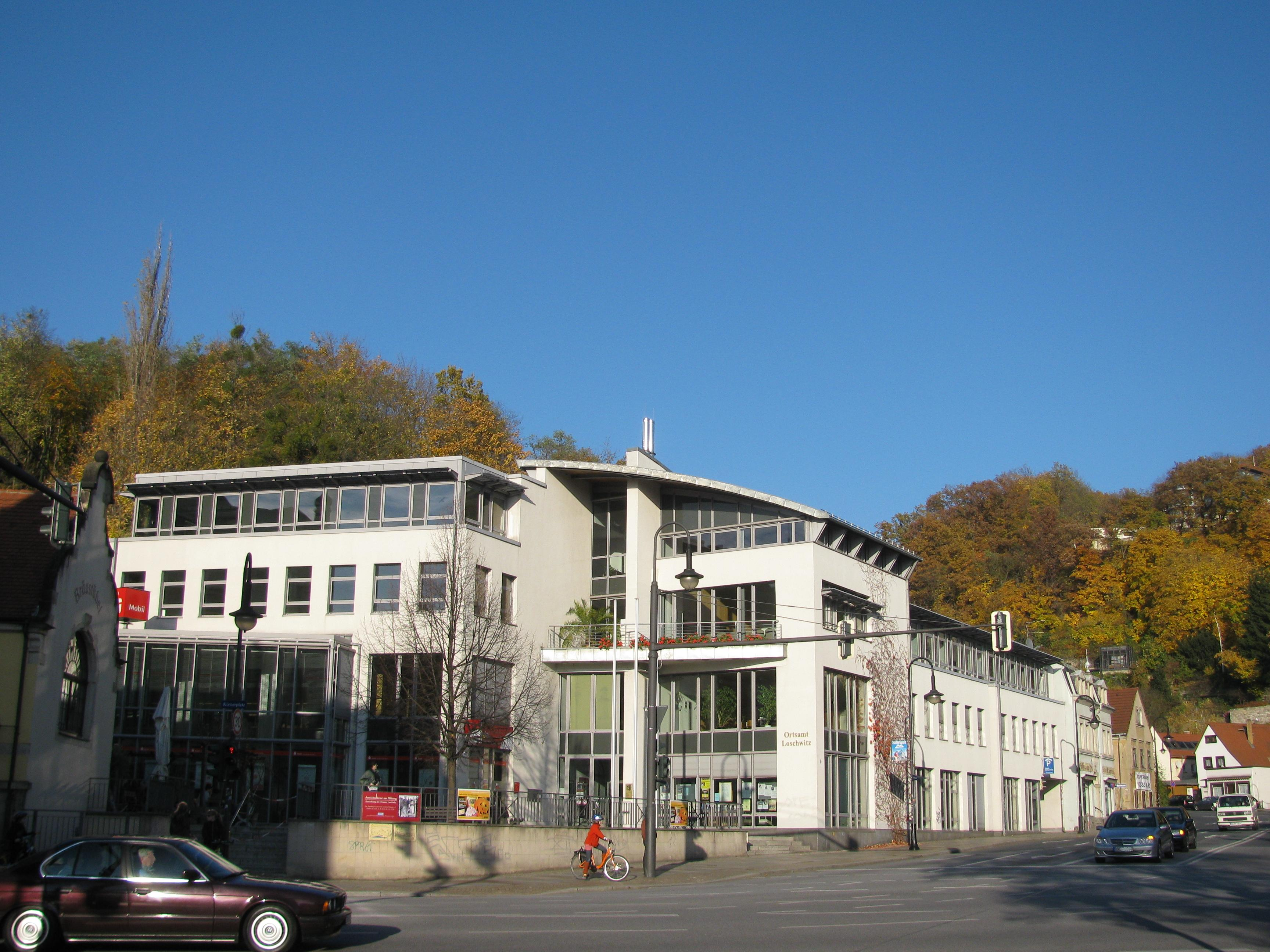
Stadtbezirksamt Loschwitz

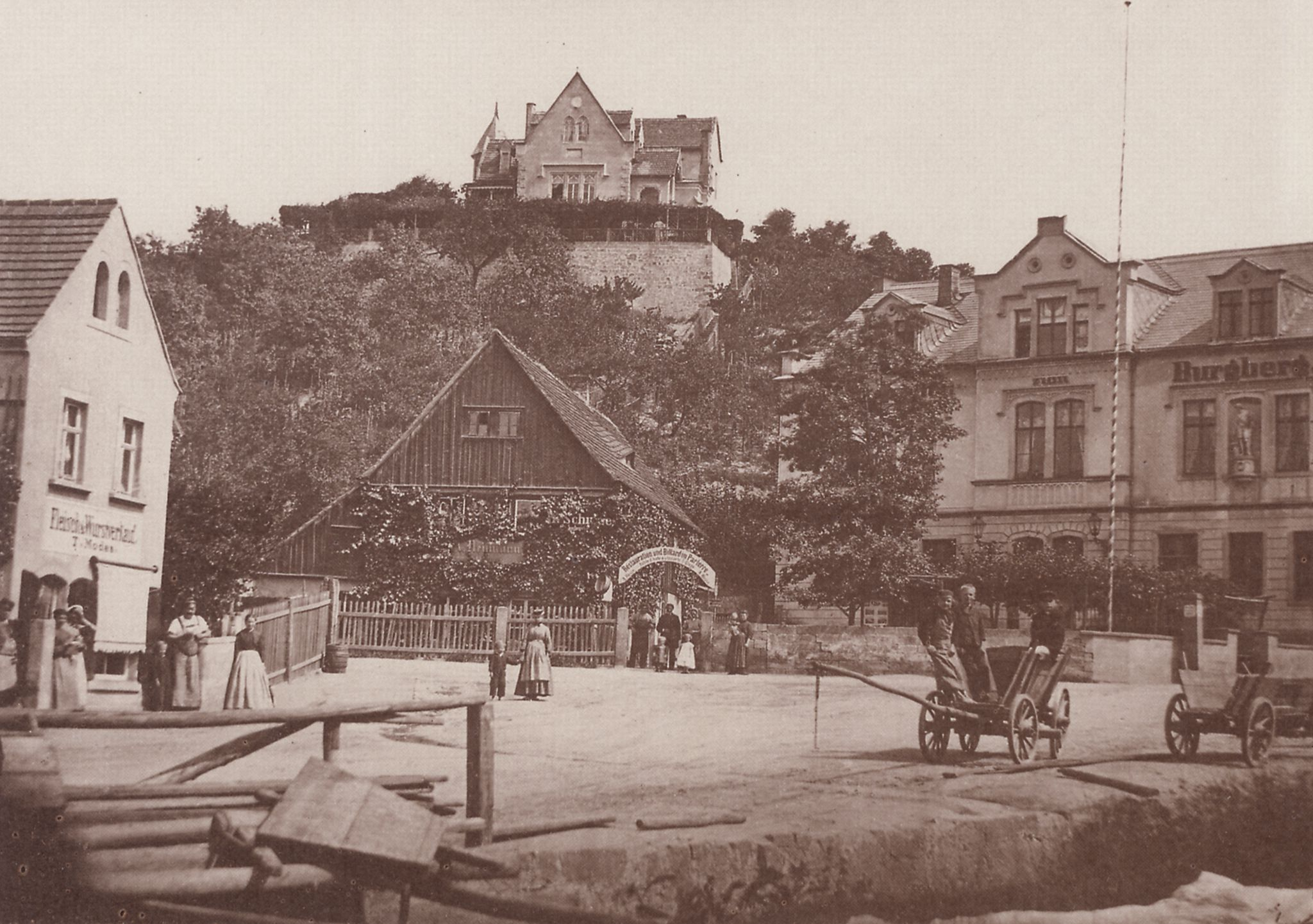
Rechts im Bild das abgerissene Rathaus Loschwitz, seit 1883 in der damaligen Gaststätte „Unterer Burgberg“ (Architekt Theodor Lehnert)

Das Stadtbezirksamt Loschwitz hat seinen Sitz in einem Mitte der 1990er Jahre entstandenen Neubau an der Einmündung der Grundstraße in den Körnerplatz. Bis 1994 befand sich an diesem Standort das Rathaus Loschwitz, das wegen Baufälligkeit abgerissen wurde.

## Entwicklung der Einwohnerzahl
| Jahr | Einwohner |
| ---- | --------- |
| 1990 | 17.519    |
| 1992 | 17.040    |
| 1994 | 16.828    |
| 1996 | 16.550    |
| 1998 | 16.858    |
| 2000 | 17.631    |
| 2001 | 18.184    |
| 2002 | 18.304    |
| 2003 | 18.428    |
| 2004 | 18.712    |

| Jahr | Einwohner |
| ---- | --------- |
| 2005 | 18.905    |
| 2006 | 19.073    |
| 2007 | 19.148    |
| 2008 | 19.272    |
| 2009 | 19.400    |
| 2010 | 19.647    |
| 2011 | 19.747    |
| 2012 | 19.948    |
| 2013 | 20.064    |
| 2014 | 20.173    |

| Jahr | Einwohner |
| ---- | --------- |
| 2015 | 20.399    |
| 2016 | 20.521    |
| 2017 | 20.500    |
| 2018 | 20.626    |